# كايلا ماكبرايد
كايلا ماكبرايد (بالإنجليزية: Kayla McBride)‏ مواليد 25 يونيو 1992 في إيري، هي لاعبة كرة سلة أمريكية. بدأت مسيرتها الاحترافية في سنة 2014. تم اختيارها من قبل فريق سان أنطونيو ستارز خلال الدرافت. تلعب مع سان أنطونيو ستارز في دوري الاتحاد الوطني لكرة السلة النسائية. وتحمل الرقم 21. لعبت مع سان أنطونيو ستارز ونادجدا أورينبورغ.

## روابط خارجية
- كايلا ماكبرايد على موقع الاتحاد الدولي لكرة السلة (الإنجليزية)
- كايلا ماكبرايد على موقع الاتحاد الوطني لكرة السلة النسائية (الإنجليزية)
- كايلا ماكبرايد على موقع كرة السلة الأوروبية.كوم (الإنجليزية)
- كايلا ماكبرايد على موقع كلية كرة السلة في سبورتس رفرنس.كوم (الإنجليزية)
- كايلا ماكبرايد على موقع بروبوليرز (الإنجليزية)
- كايلا ماكبرايد على موقع سبورتس رفرنس (الإنجليزية)